# Красни Бор
Красни Бор (рус. Кра́сный Бор; фин. Punaporu; веп. Bor), до 1930. Поповка (рус. Поповка) насељено је место са административним статусом варошице (рус. посёлок городского типа) на северозападу европског дела Руске Федерације. Налази се у централном делу Лењинградске области и административно припада Тосњенском рејону.
Према проценама националне статистичке службе за 2015. у вароши је живело 5.470 становника.
Статус насеља урбаног типа, односно варошице носи од 1935. године.

## Географија
Варошица Красни Бор налази се на северозападу Тосњенског рејона, на подручју Приневске низије, двадесетак километара југоисточно од историјског центра Санкт Петербурга, односно на око 30 километара северозападно од рејонског центра, града Тосна. Југоисточно од насеља налази се варошица Уљановка (на око 6,5 км), источно је град Никољскоје (6 км), док је северозападно град Колпино (на око 8,5 км).
У насељу се налази важна железничка станица на делу пруге који повезује Москву са Санкт Петербургом.

## Историја
На месту данашњег насеља половином XIX века налазило се приватно имање генерал-мајора Марфа Маркова, а на имању је према подацима из 1856. године живело и радило 8 људи.
До значајнијег развоја тог подручја долази након што је у фебруару 1874. основана железничка станица Поповка на линији железничке пруге Санкт Петербург–Москва.
Године 1930. насеље добија нови назив Красни Бор, а две године касније и статус административног центра истоимене руралне општине Тосњенског рејона. Према подацима из 1933. у вароши је живело 12.769 становника. Званичан статус урбаног радничког насеља типа варошице добија 20. августа 1935. године.

## Демографија
Према подацима са пописа становништва 2010. у вароши су живела 5.034 становника, док је према проценама националне статистичке службе за 2015. варошица имала 5.470 становника.
| 1939.  | 1959. | 1970. | 1979. | 1989. | 2002. | 2010. | 2015. |
| ------ | ----- | ----- | ----- | ----- | ----- | ----- | ----- |
| 12,136 | 7,551 | 8,189 | 7,585 | 5,791 | 4,877 | 5,034 | 5,470 |

## Привреда
На око 2 километра од насеља налази се одлагалиште токсичног отпада, највећи објекат тог типа на подручју целог Северозападног федералног округа. У оквиру одлагалишта налази се и центар за рециклажу. Депонија обухвата површину од 72 хектара и ту се у подземним складиштима налази похрањено више од пола милиона тона разних високо токсичних материјала. Учестали пожари који избијају на депонији представљају велику еколошку опасност, не само за становнике и живи свет Красног Бора, већ и за сам Санкт Петербург.